# Ortoepie češtiny
Ortoepie (z řeckého ὀρθός, „pravý, správný“, ἔπος „mluva, výslovnost“; Josefem Zubatým navrhovaný český ekvivalent pravomluv se neujal) je norma kultivované výslovnosti spisovného jazyka jako předmět studia lingvistiky. 
Nejde tedy o studium všech podob mluvené řeči včetně nespisovných a nekultivovaných podob (tomu se věnuje fonetika), ani o popis významotvorných rozdílů v mluvené podobě jazyka (které studuje fonologie), ale výhradně o popis a přesnou definici té formy výslovnosti, kterou mluvčí jazyka považují za spisovnou a kultivovanou. Funkce ortoepie v mluvené podobě spisovného jazyka je tedy obdobná funkci pravopisu v jeho podobě psané: pravopis reprezentuje standardní formu zápisu jazyka, a to i tehdy, pokud by prohřešky proti této normě neměly významotvornou funkci (i pravopisně chybný text je obvykle srozumitelný) a bez ohledu na to, jaké formy uživatelé jazyka běžně používají (mnoho autentických textů je pravopisně chybných). Pro ortoepickou normu je rozhodující, že jsou určité výslovnostní podoby pociťovány jako normativní, nikoli to, zda jsou běžně užívány. Norma může být pasivně vnímána i aktivně používána a tyto dvě skutečnosti nejsou nutně spojeny; je naopak zcela běžné, že mluvčí, kteří při poslechu velmi citlivě vnímají odchylky od normy, sami užívají nenoremní výslovnost.
Ortoepická norma není arbitrárně daným pravidlem stanoveným autoritou, ale sociálním fenoménem. Rozlišení kultivované a nekultivované výslovnosti (stejně jako pravopisu) objektivně existuje v povědomí mluvčích v tom smyslu, že mluvčí (přinejmenším mluvčí, kteří běžně užívají spisovný jazyk) jsou schopni odlišit kultivovanou výslovnost od nekultivované. Tato norma se vyvíjí v čase a podléhá změnám. Ortoepické příručky a normativní publikace tedy tuto normu nevytvářejí, pouze ji kodifikují (a na jejich základě se případně ortoepické normě učí). Ortoepie tedy spojuje prvky deskriptivní i preskriptivní lingvistiky: popisuje normu jako sociální jev a zároveň ji kodifikuje.
Ortoepie částečně souvisí s logopedií, mezi oběma obory je však podstatný rozdíl. Logopedie je součástí pedagogiky, která se zabývá poruchami komunikační schopnosti (tj. řečovými vadami) a jejich odstraňováním, ortoepie představuje naopak standard kultivované výslovnosti určitého jazyka jako předmět studia lingvistiky.
V rámci ortoepie se vyčleňuje ortofonie, nauka o správném tvoření jednotlivých hlásek, a vlastní ortoepie, která se zabývá spojováním těchto hlásek do slovních a větných celků. Správná výslovnost vyžaduje spojení obou složek: i ortofonicky dokonalá výslovnost může být ortoepicky nesprávná.
V české ortoepii se tradičně rozlišují jako tematické celky ortoepie slov domácího původu a ortoepie slov cizího původu. Pro slova domácího původu je možné stanovit víceméně obecně platná pravidla a ortoepickou výslovnost je možné odvodit z pravopisné podoby slova, u slov cizího původu však jednoznačná pravidla neexistují a ortoepickou výslovnost je třeba stanovit v podstatě případ od případu. Popis ortoepické výslovnosti slov cizího původu bývá uveden ve specializovaných slovnících (Výslovnost spisovné češtiny), ale i v podrobnějších slovnících výkladových (např. Slovník spisovného jazyka českého). 

## Dějiny ortoepie češtiny
Příležitostné ortoepické postřehy se v české lingvistické literatuře objevují od nejstarších dob. Již Jan Hus ve svém spise Výklad Viery, desatera božieho přikázání a Modlitby Páně kárá některé obvyklé výslovnostní vady, zejména to, že někteří mluvčí nerozlišují mezi /i/ a /y/ a mezi měkkým a tvrdým /l/ (oba tyto rozdíly v moderní češtině zanikly).
První českou soustavnou monografií věnovanou ortoepii je spis estetika Josefa Durdíka Kalilogie, čili o výslovnosti (1870). Tato práce, zaměřená především na recitaci poezie a dramatický přednes, se svými východisky zásadně odlišuje od moderního pojetí ortoepie. Pro Durdíka je jediným podstatným kritériem libozvučnost, která podle jeho názoru spočívá hlavně v tom, aby se v jazyce nehromadily souhláskové shluky; doporučuje tedy i tvary hovorové a lidové (např. vynechávání koncového -l ve tvarech 3. osoby jednotného čísla minulého času, tj. řek’ místo řekl), jen když podle jeho názoru znějí lépe.
Systematické ortoepické bádání si vynutil až vynález rozhlasu, díky kterému se povědomí o kultivované výslovnosti rozšířilo i mezi ty společenské vrstvy, které s ní dříve nebyly v kontaktu. První takovou prací je spis Antonína Frinty O správné výslovnosti češtiny a slovenštiny (1929), který spisovnou výslovnost odvozuje z kultivované výslovnosti obyvatel Prahy. Proti Frintovu pragocentrickému pojetí se postavil František Trávníček (Správná česká výslovnost, 1935, později v přepracované podobě jako Spisovná česká výslovnost, 1940), který s odvoláním na estetické hledisko preferoval některé výslovnostní varianty moravské. Do polemiky se zapojili rovněž Miloš Weingart  (článek Zvuková kultura českého jazyka z roku 1932) a Josef Chlumský, který ve své reakci na Weingartův článek s odvoláním na ostatní evropské jazyky rovněž obhajoval pragocentrické pojetí.
V roce 1942 začala pracovat ortoepická komise České akademie věd a umění, jejímž předsedou byl Bohuslav Hála. Cílem této komise bylo vytvořit kolektivní ortoepickou příručku pro potřeby tehdejšího Československého rozhlasu. Stručná příručka Výslovnost spisovné češtiny I, která obsahuje pravidla výslovnosti slov českého původu, vyšla v Hálově redakci v roce 1955, podrobný ortoepický slovník slov cizího původu vyšel rovněž pod názvem Výslovnost spisovné češtiny roku 1978 v redakci Milana Romportla. Tato práce je první, která vychází z moderních ortoepických zásad: nechce stanovovat arbitrární pravidla, ale zkoumá a formuluje normu, která v povědomí mluvčích objektivně existuje. Záměrně se snaží vyhýbat jakémukoli regionalismu a sleduje uživatele spisovného jazyka z celého českého jazykového prostoru.
Spolu s oběma Výslovnostmi spisovné češtiny má v současné době funkci kodifikační příručky práce Jiřiny Hůrkové Česká výslovnostní norma (Praha, 1995). Hůrková uplatňuje jemnější stylistické rozlišení: mimo základního rozlišení forem na správné a nesprávné připouští v některých případech více variant, z nichž všechny jsou z hlediska ortoepie obecně přijatelné, ale každá je vhodná v určitém výslovnostním stylu. Práce Hůrkové vychází z dotazníkového šetření, které se zaměřilo především na tzv. profesionální mluvčí (tj. mluvčí zvyklé používat kultivovanou výslovnost, zejména herce, rozhlasové pracovníky, učitele, právníky) a na jejich postoje k jednotlivým výslovnostním jevům.
Mimo těchto normativních publikací existují práce, které mají spíše pedagogický než normativní charakter, z novějších např. Základy české ortoepie Jiřího Zemana nebo Trénink techniky řeči Aleny Špačkové.

## Ortofonie češtiny
Norma, která je popsána níže, vychází, není-li uvedeno jinak, z publikace Jiřiny Hůrkové Česká výslovnostní norma. Výběrově jsou připojeny informace o dalších pojetích. Mezi lomítky je uveden fonologický přepis (zachycující fonémy), v hranatých závorkách fonetický přepis pomocí mezinárodní fonetické abecedy. Je třeba mít na paměti, že písmena mezinárodní fonetické abecedy nejsou vždy totožná s českým pravopisem. 

### Ortofonie českých samohlásek
V češtině existuje pět krátkých samohláskových fonémů (tj. hlásek, mezi nimiž jsou významotvorné rozdíly): /a/, /e/, /i/, /o/, /u/. Každý má svou dlouhou a krátkou variantu (dlouhé /ó/ se vyskytuje pouze v cizích slovech nebo ve slovech, kde dochází k emocionálně podmíněnému dloužení (tzv. emfáze), např. jó, móře, no Bóže apod.
Realizace fonému /a/, /á/ se v ortoepických příručkách uvádí jako [ä], [äː] (krátká a dlouhá otevřená střední nezaokrouhlená samohláska). Rty jsou při výslovnosti této hlásky otevřené a nezaokrouhlené, hrot jazyka spočívá na kořenech dolních řezáků (dle Zemana u krátkého /a/ na kořenech dolních řezáků, u /á/ na dolních dásních), hřbet jazyka je nejvyšší na úrovni přední části měkkého patra.
Foném /e/, /é/ se ortoepicky realizuje jako přední středová nezaokrouhlená samohláska: [e̞], [e̞ː]. Rty jsou otevřené a nezaokrouhlené, hrot jazyka se opírá o kořeny dolních řezáků (Zeman rozlišuje: u krátkého /e/ o kořeny dolních řezáků, u dlouhého /é/ o jejich plochu) a jazyk se klene k patru, vrcholí zhruba ve středu tvrdého patra.
Dlouhé /é/ (a analogicky také /ó/) je poněkud zavřenější (tj. bližší /i/, respektive /u/), než krátké, rozdíl však nemá být příliš výrazný. Ortoepická výslovnost zdůrazňuje délku spíše trváním než kvalitou. Hála k tomu říká: „dlouhé samohlásky jsou vždy o něco užší, zavřenější, nežli krátké. (…) Třeba však pamatovat, že zúženost samohlásek nedosahuje ve spisovné češtině stejného stupně zúžení, tj. skutečné zavřenosti, jako např. v němčině, maďarštině, francouzštině aj. (a neslouží k rozlišování slov nebo tvarů). České dlouhé é ve slově dobrého, mému apod. se tedy nekryje např. se zavřeností e v něm. der See (jezero), maď. szép (krásný), fr. été (léto)… České samohlásky ó, é jsou tedy vlastně jenom užší, méně otevřené, nikoli zavřené. (…) Uvědomujeme si hlavně jenom jejich nestejné trvání.“
Zejména moravští mluvčí obvykle tíhnou k polozavřené výslovnosti /e/ (tj. bližší /i/, IPA [e]), mluvčí z Čech naopak k výslovnosti polootevřené (tj. bližší /a/, IPA [ɛ], někdy dokonce [æ]). Ortoepická je však výslovnost středová.
Písmeno <ě> se po <d, t, n> vyslovuje jako /e/, přičemž dochází ke změkčení předchozí souhlásky, tj. předchozí <d, t, n> se vyslovuje, jako by se psalo <ď, ť, ň>. Po <b, p, v> se vyslovuje jako [je̞] a po <m> jako [ɲe̞]. Celá skupina <mě> se tedy čte stejně jako <mně> a má ve výslovnosti podobu [mɲe̞].
Foném /o/, /ó/ se realizuje jako zadní středová zaokrouhlená samohláska [o̞], [o̞ː]. Hrot jazyka se nedotýká dolních řezáků, ale je přibližně na jejich úrovni, hřbet jazyka se klene k patru, jazykový oblouk vrcholí na rozhraní měkkého a tvrdého patra. Rty jsou zaokrouhlené. Pro otevřené a zavřené /o/, /ó/ platí totéž, co bylo řečeno o otevřeném a zavřeném /e/, /é/: ortoepická výslovnost je středová, přílišná otevřenost i zavřenost jsou neortoepické.
Fonémy /i/, /í/ se realizuje jako přední zavřená nezaokrouhlená samohláska [i]: hrot jazyka se opírá o horní část dolních řezáků, jazyk se klene k patru (u /í/ se přibližuje poněkud více) a jeho nejvyšší část směřuje k tvrdému patru. Mezi psaným /i/ a /y/ není (kromě případného změkčení předchozí hlásky) v ortoepické výslovnosti rozdíl, pravopis je zachycuje odlišně z historických důvodů. Rozlišování /i/ a /y/, které se u některých mluvčích vyskytuje pod vlivem dialektu, není ortoepické.
Foném /u/, /ú/ se realizuje jako zavřená zadní zaokrouhlená samohláska: hrot jazyka se nachází ve středu dutiny ústní a směřuje k dolní čelisti, hřbet jazyka se klene k měkkému patru, v některých případech se i dotýká čípku (u dlouhého /ú/ je poněkud výše). Mezi grafémy <ú> a <ů> neexistuje fonetický rozdíl, v pravopise jsou zachycovány odlišně z historických důvodů.
Nazalizace samohlásek je v ortoepické výslovnosti nepřijatelná, ačkoli se v neortoepické výslovnosti někdy vyskytuje.
U hlásek (samohlásek i souhlásek) z cizích jazyků, které se v češtině nevyskytují, je korektní nahradit je i ve spisovném projevu hláskami češtině vlastními (např. playback [plejbek], Roentgen [rentgen] apod.).
Co se týče délky samohlásek, v ortoepické výslovnosti je třeba za všech okolností dbát na její pečlivé dodržování: jakékoli zkracování i prodlužování samohlásek, i když v nespisovné výslovnosti běžné (např. vyslovovat slova myslím, říkám jako by se psalo myslim, řikám, nebo naopak pivo jako pívo), je neortoepické. U slov českého původu obecně platí, že se dlouhé samohlásky vyslovují podle psaného jazyka, pro výslovnost cizích slov neexistují obecně platná pravidla a výslovnostní slovník ji stanovuje pro každý případ zvlášť.
Nekultivované a z ortoepického hlediska nepřípustné je také užívání tzv. hezitačního zvuku (přepisuje se například jako eh, é…), kterým někteří mluvčí vyplňují pauzy nebo začínají po pauze další promluvu.
| Pokud jde o délku samohlásky v obecných slovech přejatých, neřídíme se vždy přesně původní výslovností, např. ve slově demokracie vyslovujeme první slabiku krátce, ačkoli původní výslovnost byla dlouhá [démo-], stejně tak etický (pův. éthos), maturita (pův. máturitás). |
| Jiřina Hůrková |

### Ortofonie českých dvojhlásek
Čeština má tři dvojhlásky (diftongy), původní české ou a cizí dvojhlásky au a eu. Ostatní spojení dvou samohlásek (např. oa ve slově koala) se vyslovují samostatně a dvojslabičně. České diftongy jsou klesavé, tj. vrchol diftongu tvoří první hláska (o v ou, a v au, e v eu); koncové u je neslabičné a má charakter polosamohlásky. Výslovnost dvojhlásek s vrcholem na druhé složce není ortoepická. 

### Ortofonie českých souhlásek

#### Okluzivy
Čeština rozlišuje celkem třináct závěrových souhlásek (okluziv). Okluzivy (také plozivy, hlásky závěrové nebo ražené) vznikají sevřením a následným prudkým oddálením mluvidel v určitém místě. Výdechový proud, který vychází z plic a prochází hlasivkami, je mluvidly přerušen a opět uvolněn. Navzájem se od sebe liší podle toho, v které části dutiny ústní k oddálení dochází (místem artikulace), znělostí a nazálností.
České okluzivy jsou /p/, /b/, /m/, [ɱ], /t/, /d/, /n/, /ť/, /ď/, /ň/, /k/, /g/ a [ŋ]. Hlásky [ɱ] a [ŋ] nejsou v češtině samostatnými fonémy (tj. nerozlišují význam slov), ale jsou pouze pozičními variantami fonémů /m/ a /n/. Okluzivy /m/, [ɱ], /n/, /ň/ a [ŋ] jsou nazální, tj. nosní dutina je při jejich artikulaci otevřená, všechny ostatní hlásky jsou orální (nosní dutina je při jejich artikulaci uzavřena měkkým patrem).
Obouretné (bilabiální) hlásky /p/ a /b/ (mezinárodní fonetickou abecedou rovněž [p] a [b]) se tvoří sevřením a oddálením horního a dolního rtu. U /p/ je sevření rtů poněkud silnější. Navzájem se od sebe liší znělostí.
Foném /m/ se před většinou hlásek realizuje hláskou [m] (IPA [m]), která je nazální, nosní dutina je otevřena a rezonuje. Tvoří se stejně jako /p/ a /b/ sevřením a oddálením rtů, sevření rtů je však poměrně slabé. Jako všechny české nazály je znělá.
Hláska [ɱ] (IPA [ɱ]) je možnou realizací fonému /m/ před labiodentálními hláskami /f/ a /v/ (tramvaj, amfiteátr), její výskyt v této pozici však není povinný. Okluze se v tomto případě tvoří mezi dolním rtem a horními řezáky.
Denti-alveolární hlásky /t/ a /d/ (IPA [t] a [d]) se tvoří tak, že se špička jazyka dotkne kořenů horních řezáků; nosní dutina je přitom uzavřená.
Alveolární /n/ (IPA [n]) se tvoří dotekem špičky jazyka a horních dásní. Nosní dutina je přitom otevřená a hláska je tak nazální.
(Pre)palatální hlásky /ť/ a /ď/ (mezinárodní fonetickou abecedou [c] a [ɟ]) se tvoří tak, že zatímco se špička jazyka opírá o kořeny dolních řezáků, hřbet jazyka se dotkne rozhraní horních dásní a tvrdého patra. Nosní dutina je přitom uzavřena.
Palatální hláska /ň/ (IPA [ɲ]) se tvoří tak, že se hřbet jazyka dotkne tvrdého patra, zatímco se špička jazyka opírá o kořeny dolních řezáků. Nosní dutina je přitom otevřena.
(Palato)velární hlásky /k/ a /g/ se tvoří tak, že zatímco se špička jazyka opírá o kořeny dolních řezáků nebo spočívá volně v dutině ústní, zadní část hřbetu jazyka se dotýká rozhraní tvrdého a měkkého patra. Nosní dutina je přitom uzavřena.
Hláska [ŋ] není v češtině samostatný foném, ale existuje jako (ortoepicky povinná) poziční varianta fonému /n/ před /k, g, ch/ (venku, tango, bronchitida). Tvoří se tak, že zatímco se špička jazyka opírá o kořeny dolních řezáků nebo spočívá volně v dutině ústní, dotýká se zadní část hřbetu jazyka tvrdého patra nebo čípku. Nosní dutina je přitom otevřena.

#### Neokluzivní souhlásky
Mimo okluzivy má čeština několik dalších typů souhlásek: frikativy /f/, /v/, /s/, /z/, /š/, /ž/, /ch/, /h/, aproximanty /j/ a /l/, vibranty /r/ a /ř/ a afrikáty /c/,  /dz/, /č/,  /d͡ʒ/. 
Frikativy jsou hlásky úžinové: tvoří se tak, že se v mluvidlech vytvoří úžina, kterou dechový proud sice může procházet, ale mění se jeho kvalita, vzniká tření a šum. V češtině stejně jako ve většině jazyků světa neexistují nazální frikativy, pouze frikativy orální, tj. nosní dutina je ve všech případech uzavřena měkkým patrem. 
U labiodentálních frikativ /f/ a /v/ (v IPA rovněž [f] a [v]) vzniká úžina mezi ostřím horních řezáků a dolním rtem. U /v/ může dojít i k tomu, že se oba artikulátory vzájemně dotknou. Navzájem se od sebe hlásky liší znělostí.
U prealveolárních frikativ /s/ a /z/ (v IPA rovněž [s] a [z]) se hrot jazyka dotýká kořenů dolních řezáků a přední část hřbetu jazyka tvoří úžinu na přední části dásní.
U postalveolárních frikativ /š/ a /ž/ (v IPA [ʃ] a [ʒ]) se špička jazyka zvedá k zadní části dásní a tvoří úžinu tam.
Hláska /j/ (IPA [j]) se tvoří tak, že se hrot jazyka opírá o kořeny dolních řezáků, zatímco hřbet jazyka tvoří úžinu, která je nejužší na rozhraní tvrdého a měkkého patra. Je vždy znělá.
U velární frikativy /ch/ (v IPA [x]) se špička jazyka opírá o dolní dásně, zatímco hřbet jazyka tvoří úžinu na rozhraní tvrdého a měkkého patra.
Zvláštní postavení má frikativa /h/ (v IPA [ɦ]), kde se úžina tvoří v samotné hlasivkové štěrbině. Hlasivky zároveň kmitají, hláska je znělá. Rty ani jazyk se na artikulaci nijak nepodílejí a jsou v klidovém postavení.
Hláska /r/ (v IPA rovněž jako [r]) se označuje jako vibranta: artikuluje se jedním nebo několika kmity špičky jazyka u přední dásně. Nejde jen o jeden kontakt a jeho uvolnění, ani o vytvoření úžiny, ale o kmitání. Hláska je znělá. Ve správné výslovnosti by mělo /r/ mít pouze jeden až dva kmity, větší počet kmitů je neortoepický a působí rušivě (tzv. hyperrotacismus).
Hláska /ř/ je pro češtinu specifická. V současné podobě mezinárodní fonetické abecedy nemá ustálené značení, může se značit např. jako [r̝]. Její artikulace je na pomezí frikativy a vibranty; vyslovuje se tak, že se nejpřednější část hřbetu jazyka přiblíží k předním dásním a vytvoří tam úžinu; vzniklý výdechový proud rozechvěje i hrot jazyka. Čelisti jsou přiblíženy, nosní dutina je zavřena. Foném /ř/ má dvě poziční varianty, znělou a neznělou. Zněle se vyslovuje na začátku slova (např. řeč), uprostřed slova mezi samohláskami (vařit), v okolí znělých souhlásek (pobřeží). Nezněle se vyslovuje na konci slova (tvář) a v okolí neznělých souhlásek (kopřiva). Mimoto prochází normálním procesem asimilace znělosti. 
Hláska /l/ (v IPA [l]) je laterální aproximanta. Při artikulaci je zadní část jazyka v klidovém postavení, přední část se zdvihá k dásním a dotýká se zadní části dásňového výstupku na rozhraní předních a zadních dásní. Vzduchový proud v tomto případě prochází bočními úžinami kolem jazyka. Velmi závažnou chybou proti ortofonii je oslabená (přesněji řečeno velarizovaná) artikulace /l/, kdy se dásňového výstupku dotýká nikoli hrot, ale hřbet jazyka, přičemž hrot jazyka spočívá na dolních dásních.
Poslední skupinu českých souhlásek tvoří afrikáty neboli semikonstriktivy (hlásky polozávěrové). Artikulační proces těchto hlásek začíná úplným závěrem podobně jako u okluziv; zatímco u okluziv se však závěr uvolní prudce a naráz, u afrikát se uvolňuje postupně. Celá artikulace se tedy skládá ze dvou fází, z nichž první se podobá okluzivám a druhá frikativám. Přesto nejde o spojení okluzivy a frikativy, ale o dvě fáze jednoho procesu.
V češtině existují afrikáty /c/ a /č/ a jejich znělé podoby /dz/ a /d͡ʒ/. 
U /c/ (v IPA [t͡s]) se špička jazyka opírá o kořeny dolních řezáků a hřbet jazyka se vyklene na přední dásně (zhruba na místo, kde se artikuluje hláska /s/) a zde vytvoří závěr, který postupně přejde v úžinu. Stejně, ale zněle, se artikuluje i /dz/ (IPA [d͡z]). 
Existuje tedy jemný rozdíl mezi artikulací souhláskové skupiny /ts/ a artikulací afrikáty /c/: v prvním případě se závěr tvoří špičkou jazyka u kořenů horních řezáků a pak se vytvoří nová úžina na předních dásních, naproti tomu u /c/ probíhá celý proces jen na předních dásních. 
U /č/ (IPA [t͡ʃ]) a analogicky u /d͡ʒ/ (IPA [d͡ʒ]) tvoří špička jazyka závěr na zadní části dásní a tento závěr postupně přejde v úžinu.

## Vlastní ortoepie češtiny

### Výslovnost rázu
Ráz je glotální okluziva, která vzniká sevřením a uvolněním hlasivek. V mezinárodní fonetické abecedě se značí symbolem [ʔ] (který je rovněž použit v následujícím textu). V češtině není samostatným fonémem (tj. nemůže měnit význam slov, jako je tomu např. v arabštině), neznačí se graficky a mluvčí si v běžném projevu jeho výslovnost často vůbec neuvědomují, pro ortoepickou výslovnost má ale velký význam.
Ráz se v češtině vyskytuje nejčastěji na začátku slova začínajícího na samohlásku, např. slovo okno se vysloví jako ʔokno. 
V ortoepické výslovnosti je ráz závazný v jediném případě, po neslabičných předložkách k, s, v, z na začátku slova začínajícího na samohlásku: k oknu, s oknem, v okně, z okna se tedy vyslovuje k ʔoknu, s ʔoknem, f ʔokně, s ʔokna; výslovnost bez rázu (jako by se psalo koknu, soknem, fokně, sokna), nebo dokonce se znělou souhláskou (jako by se psalo goknu, zoknem, vokně, zokna) je neortoepická.
V dalších případech jej norma nevyžaduje obecně, ale doporučuje v profesionálních projevech:
- na začátku slova začínajícího na samohlásku, kterému předchází jednoslabičné nepřízvučné slovo, např. byl unaven se čte jako byl ʔunaven, nikoli jako by se psalo bylunaven,
- na začátku slova začínajícího na samohlásku vždy po předložce, např. do okna se čte jako do ʔokna, nikoli jako dookna, do ulice se čte jako doʔulice, nikoli jako doulice, před oknem se čte jako přet ʔoknem, nikoli přetoknem nebo předoknem,
- při setkání dvou samohlásek na hranici předpony a kmenu, např. poodhalit se čte jako poʔodhalit, poukázat jako poʔukázat,
- po přídavných jménech s předponou nej-, po níž následuje samohláska, např. nejoblíbenější se čte jako nejʔoblíbenější,
- při setkání dvou samohlásek ve složeninách, např. samouk se čte samoʔuk,
- při setkání dvou samohlásek na hranici slov, např. Rada Evropy se čte Rada ʔEvropy.

### Asimilace
Asimilace neboli spodoba je přizpůsobení výslovnosti jedné hlásky sousední hlásce. V české ortoepii se pravidelně vyskytuje asimilace znělosti a některé podoby asimilace artikulační, za asimilaci se pokládá také zjednodušení dvou stejných hlásek na jednu. Všechny asimilace mimo níže uvedené jsou neortoepické, zejména změna alveolárního n na bilabiální m před bilabiálními hláskami p, b (kdy se vyslovuje např. klemba místo klenba a hamba místo hanba, s a š na c a č před m, n, ň (např. žencká, menčí místo ženská a menší). 

#### Asimilace znělosti
V české ortoepii má největší význam asimilace znělosti. Tato asimilace spočívá v tom, že se při setkání dvou párových souhlásek, a to i přes hranici slova, mění znělost první hlásky tak, aby odpovídala druhé: léčba se vyslovuje, jako by se psalo lédžba, abys vyhrál se vyslovuje, jako by se psalo abyz vyhrál.
Párové souhlásky jsou ty, které náležejí do znělostních párů, kde je první člen neznělý a druhý znělý, v češtině tedy p - b, t - d, ť - ď, k - g, s - z, š - ž, f - v, ch - h, c - dz, č - dž. Rovněž foném/ř/ má znělou a neznělou realizaci; nepředstavují sice samostatné fonémy (a pravopis je zachycuje stejným písmenem), ale v procesu asimilace znělosti fungují obdobným způsobem. Některé české hlásky, tzv. nepárové (m, n, ň, j, l, r), jsou sice foneticky znělé, ale do procesu asimilace nevstupují: nezpůsobují změnu předchozí souhlásky a samy se nemění podle následující (vyslovuje se tudíž letní, nikoli lední, pravda, nikoli bravda apod.), a to ani přes hranice slova (vyslovujeme tak málo, nikoli tag málo). Zvláštní postavení má hláska v, která sice nepůsobí asimilaci znělosti (světlo se vyslovuje jako světlo, nikoli jako zvětlo), ale sama jí podléhá (vpisovat se vyslovuje jako fpisovat).
Na konci slova před pauzou (tj. na konci věty nebo větného celku) se všechny znělé hlásky mění na odpovídající neznělé: vyslovujeme, jako by se psalo dup místo dub, let místo led, břech místo břeh. (Pokud však následují další slova, probíhá asimilace normálně podle nich: břeh byl vysoký se vyslovuje s h.)
U tvarů 1. osoby množného čísla rozkazovacího způsobu (kupme, vraťme, zavěsme) dochází u některých mluvčích k asimilaci znělosti, takže se původně neznělá souhláska nahrazuje za odpovídající znělou (a vyslovuje se, jako by se psalo kubme, vraďme, zavězme). Tato výslovnost je neortoepická, protože nepárová hláska m asimilaci znělosti nepůsobí. Znělá výslovnost se však u těchto tvarů připouští tehdy, je-li i v pravopisné podobě písmeno odpovídající znělé hlásce (např. ve slovech buďme, smažme), norma však doporučuje výslovnost neznělou (tj. jako by se psalo buťme, smašme).
Výjimkou je skupina sh- na začátku slova, která se může asimilovat na sch i na zh (např. shodit se může číst zhodit i schodit). Výjimkou jsou slova shůry, shora, shluknout se, shluk, kde norma připouští pouze výslovnost zh.
Jinou výjimkou je znělost předložek s a přes. Předložka s ve spojení s 2. pádem se chová jako psané z, tedy vyslovuje se zněle i před nepárovými souhláskami (s mostu se čte jako z mostu). Pouze tehdy, pokud chce mluvčí jednoznačně vyjádřit pohyb s povrchu dolů, vyslovuje se s. Předložka s ve spojení se 7. pádem se může před nepárovými souhláskami číst zněle i nezněle (s maminkou lze číst, jako by se psalo s maminkou i z maminkou), ve vyšším výslovnostním stylu se však doporučuje výslovnost s neznělou souhláskou. Podobně předložka přes se vždy vyslovuje jako přez. Ve vokalizované podobě předložky s, tj. se, je nicméně vždy neznělé s, výslovnost se sestrou jako ze sestrou je neortoepická. Naproti tomu vokalizovaná podoba přese se sice píše se -s-, ale vyslovuje vždy se -z-, jako by se psalo přeze.
Problematickou je z hlediska asimilace znělosti skupina slov s příponou -ba (např. kresba, prosba, modlitba, svatba). U této skupiny slov ve většině pádů dochází k normální spodobě znělosti, takže se hláska, která příponě předchází, vyslovuje jinak, než by odpovídalo pravopisu (vyslovujeme, jako by se psalo krezba, prozba, modlidba, svadba). Výjimkou je 2. pád množného čísla (kreseb, proseb, modliteb, svateb) a některá odvozená slova (kresebný, prosebník, modlitební, svatební). Navzdory tomu, že zde není důvod k asimilaci znělosti, vyslovují se vlivem analogie s ostatními tvary obvykle se znělou souhláskou, tedy jako by se psalo krezep, prozep, modlidep, svadep, krezebný, prozebník, modlidební, svadební. Varianta se znělou souhláskou se prosadila až po druhé světové válce; ještě Haller v roce 1937 hodnotí výslovnost se znělou souhláskou jako nesprávnou a trvá na zachování neznělé výslovnosti podle pravopisu, naproti tomu Hála hodnotí výslovnost s neznělou souhláskou jako hyperkorektnost. Současná norma je mírnější: obě formy (krezep i kresep) jsou ortoepické, ale výslovnost s neznělou souhláskou se doporučuje ve vyšším výslovnostním stylu.
V obdobném případě, kdy se asimiluje znělá souhláska k neznělé (např. tužka, 2. pád množného čísla tužek) je nicméně ortoepická výslovnost shodná s grafikou, neznělá výslovnost (jako by se psalo "tušek") by byla neortoepická.
Dodržení všech zásad asimilace znělosti podle výše uvedených pravidel je povinné, neasimilovaná výslovnost by byla neortoepická.

#### Asimilace artikulační
Další asimilací, ke které v ortoepické výslovnosti češtiny dochází, je asimilace artikulační, kdy se mění různé artikulační charakteristiky hlásek, zejména místo artikulace.
Norma v každém případě vyžaduje změnu alveolárního [n] na velární [ŋ] před velárními hláskami k, g, ch (rtěnka, tango, melancholie). Zachovávat před těmito hláskami alveolární [n] by bylo hyperkorektní a neortoepické. 
Norma připouští změnu bilabiálního [m] na labiodentální nazálu [ɱ] před labiodentálními hláskami f, v (tramvaj, emfatický). V tomto případě se však pokládá za ortoepické i zachování bilabiální výslovnosti. 
Ve spojení dvou různých sykavek (sykavkami se zde rozumějí hlásky s, z, š, ž, c, dz, č, dž) je třeba obě sykavky zachovat v původní podobě. Vyslovovat hezčí, rozštěp, mužský, jako by se psalo heščí, roštěp, muský apod., je neortoepické. 
Existuje tendence vyslovovat spojení hlásek ts, ds jako c a tš, dš jako č. Ortoepie připouští, ale nevyžaduje zjednodušení výslovnosti na [t͡s] a [t͡ʃ] (tedy jako by se psalo c a č) uvnitř slova tam, „kde se již plně necítí jeho sklad“, např. ve slovech dětský (které je možno číst, jako by se psalo děcký), lidský (jakoby lický), většina (jakoby věčina): zjednodušená i nezjednodušená výslovnost je v tomto případě z hlediska ortoepické normy správná a rovnocenná. Alespoň v profesionální projevu pak norma doporučuje zachovat oddělenou výslovnost na hranici slov a na hranici mezi předponou a kořenem slova. Asimilace přes hranice slova (např. lid svůj, jako by se psalo licvůj) je v tomto případě neortoepická. Ve spojení d a z či ž (týká se prakticky pouze místního jména Bydžov a jeho odvozenin) současná norma v každém případě doporučuje zachovat oddělenou podobu obou hlásek.
Ve spojení tť, dď, ťt se doporučuje zachování původní výslovnosti, tj. oddělit, nikoli oďdělit. 
Ve spojení tň, dň, nť, nď má většina mluvčích tendenci vyslovovat ťň, ďň, ňť, ňď (např. obětní se vyslovuje, jako by se psalo oběťňí, přední, jako by se psalo přeďní, František, jako by se psalo Fraňtišek, anděl, jako by se psalo aňděl). Většina mluvčích si tuto asimilaci ani ve vlastní artikulaci, ani při poslechu jiných mluvčích neuvědomuje, tato asimilace se proto nepovažuje za nenoremní. V profesionálních projevech nicméně norma doporučuje zachovat neasimilovanou výslovnost. Neasimilovaná výslovnost se také v každém případě doporučuje na hranici mezi slovy (tj. aby se vyslovovalo od něho, nikoli oď něho, sklon těla, nikoli skloň těla). 

#### Výslovnost dvou stejných souhlásek vedle sebe
Jiným problémem, který patří do oblasti asimilace, je výslovnost dvou stejných hlásek, které následují těsně po sobě. V tomto případě platí následující pravidla:
- pokud je původní etymologická stavba slova již neprůhledná (např. vyšší, nižší, cenný, panna, leccos), vyslovuje se jen jedna hláska (jako by se psalo vyší, niší, cený, pana, lecos),
- pokud je hranice mezi hláskami ve stavbě slova zřejmá, zejména v případech, pokud se v jiném slovním tvaru vyskytuje totéž slovo s jednoduchou souhláskou (např. racci, protože v jiném pádu je racek), je třeba vyslovit obě hlásky odděleně,
- po předponách před- (např. předdefinovaný), od- (oddlužit), nad- (naddimenzovaný), pod- (poddaný), nej- (nejjednodušší), roz- (rozzlobený), bez- (bezzubý) je třeba vyslovit obě hlásky odděleně,
- na hranici dvou slov (okraj jezera) je v každém případě třeba vyslovit obě hlásky odděleně.

### Redukce souhlásek
Velmi důležitým problémem na rozhraní ortofonie a vlastní ortoepie je oslabování artikulace souhlásek, které může vést až k jejich úplnému vynechání. To se týká zejména hlásek v (podíejte se m. podívejte se), j (něaký, ňáký m. nějaký), h (too místo toho), l (děáte, ďáte m. děláte) v postavení mezi dvěma samohláskami a souhlásky m v postavení na konci slova. Všechny redukce souhlásek mimo níže uvedené jsou neortoepické.
Norma připouští vynechání hlásky j na začátku slova v kladných tvarech slovesa být (tj. výslovnost slov jsem, jsi, jste, jsme, jako by se psalo sem, si, ste, sme), pokud funguje jen jako sponové nebo pomocné sloveso. Pokud nicméně toto sloveso má význam „existovat“ (myslím, tedy jsem), norma vyžaduje zachování počátečního j ve tvaru jsem; u ostatních tvarů není nezbytné. 
Nepřipouští se nicméně vynechávání j v záporných tvarech slovesa být (nejsem, nejsi atd.) ani u žádných jiných slov (jméno, jdeme, nikoli méno, deme), zejména ne uprostřed slova (přijmi, přijdu, půjčím, nikoli přími, přídu, pučím) a na konci slova (bij, pij, nikoli bi, pi).
K redukci dalších souhlásek dochází v hovorové řeči v některých obtížně vyslovitelných hláskových skupinách, např. dyš místo když, dyť místo vždyť, zmáhat se místo vzmáhat se, prázný místo prázdný, jesli místo jestli, zvlášní místo zvláštní, jedenác nebo jedenást místo jedenáct a podobně. Všechny tyto redukce jsou v ortoepické výslovnosti nepřijatelné.
Současná norma připouští v neutrálních projevech redukci ve slovech dcera, srdce, ctnost (jako by se psalo cera, srce, cnost), ve slavnostních projevech (např. v liturgii nebo při recitaci poezie) však trvá na plné realizaci. Ve slovech džbán a džber se připouští jak výslovnost džbán, džber, tak výslovnost žbán, žber (tu Hůrková charakterizuje jako běžný styl).

### Výslovnost čísloveksedmaosm
Číslovky sedm, osm a jejich odvozeniny se mohou vyslovovat buď se slabičným m (tedy jako sedm, osm, ale dvojslabičně; doporučuje se ve slavnostních projevech, zvlášť historicky laděných) nebo s vloženou souhláskou u, tedy jako by se psalo sedum, osum (doporučuje se v neutrálních projevech). Nahrazení jinou nosovkou (sedn, osn) a v odvozeninách jejich vynechávání (sednáctý místo sedmnáctý) je neortoepické.

### Slovní přízvuk
Český přízvuk je zejména v porovnání se západoevropskými jazyky relativně slabý, přesto jsou mluvčí na chyby v přízvuku velmi citliví. Tyto chyby typicky vznikají buď u mluvčích z nářečních oblastí, kde je pozice přízvuku odlišná od spisovného jazyka (např. Slezsko), nebo u nerodilých mluvčích, kteří do češtiny přenášejí pravidla výslovnosti přízvuku své mateřštiny. 
Obecným pravidlem je, že v češtině je přízvuk na první slabice slova. Výjimkou jsou jednoslabičné pravé předložky a vokalizované podoby předložek neslabičných (jde o předložky bez, do, ke, ku, na, nad, o, ob, od, po, pod, před, přes, při, se, u, ve, za, ze), které se připojují k následujícímu slovu a vyslovují se spolu s ním, jako by tvořily jedno slovo (a tudíž na ně přechází přízvuk), např.
- „do domu“ se vyslovuje jako do domu, jako by se psalo dodomu, nikoli do domu,
- „před domem“ se vyslovuje před domem, jako by se psalo předdomem, nikoli před domem,
- „od lesa“ se vyslovuje od lesa, jako by se psalo odlesa, nikoli od lesa.[49]

To se však nevztahuje na jednoslabičné předložky tzv. nepravé, které vznikly odvozením z jiných slovních druhů (blíž, dle, kol, krom, skrz, stran, vně, zpod). Tyto předložky se chovají jako jiná jednoslabičná slova (viz níže). Předložky víceslabičné (např. vedle, podél aj.) tvoří slovní celek samy o sobě.
Norma toleruje zachování přízvuku na první slabice slova i přesto, že slovu předchází pravá předložka, ve čtyřech výjimečných případech, i zde se však doporučuje přesun přízvuku dle obvyklých pravidel (všechny příklady podle Hůrkové):
- za předložkou následuje nesklonné slovo (např. příslovce), zvláště pokud je zdůrazněno („Dostal se do příliš nebezpečné situace.“)
- za předložkou následuje neobvykle dlouhé slovo („Pro nezapomenutelné chvíle“),
- slovo za předložkou je zvlášť zdůrazněno („Jak se mohla rozhodnout pro takového člověka!“)
- za předložkou následuje neustálený cizí výraz, např. místní jméno, zejména z jazyků, které nemají přízvuk na první slabice („Návštěva u chargé d’affaires“).

Zeman vyčleňuje ještě další dvě možnosti:
- slovo za předložkou je dáno do protikladu („byli poraženi na domácím, ne na cizím hřišti“)
- neobvyklý slovosled („pro potomků budoucí paměť“).[52]

Ostatní jednoslabičná slova mohou mít v některých případech samostatný přízvuk (zpravidla tehdy, pokud je na nich zvláštní důraz), obvykle se však připojují ke slovu předcházejícímu, respektive nemají samostatný přízvuk vůbec, pokud stojí po absolutní pauze. Taková slova se označují jako příklonky neboli enklitika. 
První odstavec novely Karla Čapka Život a dílo skladatele Foltýna by podle výše uvedených pravidel bylo třeba číst takto:
„Poznal jsem Bedu Foltena – tehdy se ovšem na školních sešitech podpisoval Bedřich Foltýn –, když mi bylo něco přes šestnáct let. Přešel jsem totiž odjinud na sextu gymnázia, kde Folten studoval, a náhoda, která tak často určuje osudy mladých lidí, mne posadila k němu do téže pořezané a rozvrzané školní lavice.“
Tedy jako by se psalo: „Poznaljsem Bedu Foltena – tehdyse ovšem naškolních sešitech podpisoval Bedřich Foltýn -, kdyžmi bylo něco přesšestnáct let. Přešeljsem totiž odjinud nasextu gymnázia, kde Folten studoval, a náhoda, kterátak často určuje osudy mladých lidí, mne posadila k němu dotéže pořezanéa rozvrzané školní lavice.“

Dle Hůrkové mluvčí češtiny v přirozeném hovoru pravidla přizvukování většinou dodržují, řada mluvčích včetně řečových profesionálů v nich však chybuje při předčítání psaného textu, kdy kvůli soustředění na text přestává vnímat přirozený rytmus řeči. Opačný názor zastává Zeman, podle něhož je přizvukování v běžné přirozené řeči nepravidelné a řídí se různými faktory, zejména důrazem na jednotlivé části a celkovým rytmem promluvy. Tento názor však nepředstavuje ortoepickou normu. 
Vedlejší přízvuk se ani v ortoepické výslovnosti obvykle neprojevuje.